# Xã Vergennes, Quận Jackson, Illinois
Xã Vergennes (tiếng Anh: Vergennes Township) là một xã thuộc quận Jackson, tiểu bang Illinois, Hoa Kỳ. Năm 2010, dân số của xã này là 771 người.